# لوسیانو بالبی
لوسیانو بالبی (انگلیسی: Luciano Balbi؛ زادهٔ ۴ آوریل ۱۹۸۹) بازیکن فوتبال اهل آرژانتین است.
از باشگاه‌هایی که در آن بازی کرده‌است می‌توان به باشگاه فوتبال ال‌دی‌یو کیتو، باشگاه فوتبال لانوس، باشگاه فوتبال رئال وایادولید، باشگاه فوتبال روساریو سنترال، و باشگاه فوتبال اتلتیکو هوراکان اشاره کرد.